# Villar de los Navarros (kommunhuvudort)
Villar de los Navarros är en kommunhuvudort i Spanien.   Den ligger i provinsen Provincia de Zaragoza och regionen Aragonien, i den nordöstra delen av landet, 240 km öster om huvudstaden Madrid. Villar de los Navarros ligger 795 meter över havet och antalet invånare är 145.
Terrängen runt Villar de los Navarros är platt österut, men västerut är den kuperad. Runt Villar de los Navarros är det mycket glesbefolkat, med 6 invånare per kvadratkilometer. Närmaste större samhälle är Herrera de los Navarros, 6,6 km nordväst om Villar de los Navarros. Trakten runt Villar de los Navarros består till största delen av jordbruksmark.